# Parque nacional Phu Toei
El Parque nacional Phu Toei (en tailandés, อุทยานแห่งชาติพุเตย) es un área protegida del centro de Tailandia, en la provincia de Suphan Buri. Tiene 319 kilómetros cuadrados de extensión. Las reservas forestales de Ong Phra, Phu Rakam y Khao Huai Phlu fueron declaradas el 85.º parque nacional de Tailandia en el año 1998.
El pico más alto del parque es el "Thewada Crest" o "Dheva Peak", con 1.123 m s. n. m. En estos bosques se encuentran ejemplares de Pinus merkusii.